# Voltinisme

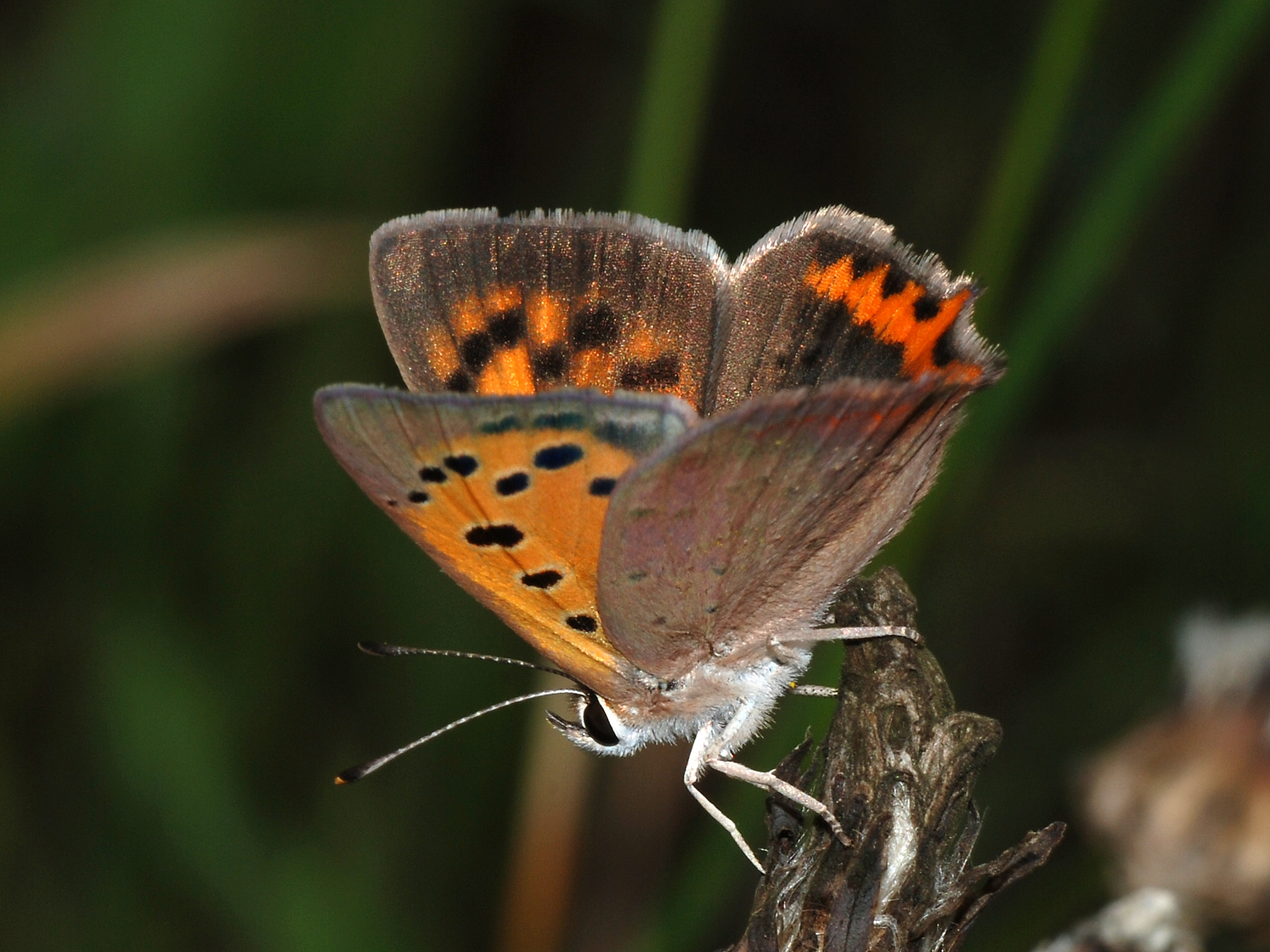
De kleine vuurvlinder (Lycaena phlaeas) is bivoltien of trivoltien, afhankelijk van de omstandigheden.

Met voltinisme wordt in de biologie het aantal generaties per jaar aangeduid. De term is een maat voor de frequentie waarop dieren zich per jaar voortplanten en wordt alleen gebruikt voor relatief kortlevende dieren zoals insecten. 
Voltinisme kent verschillende gradaties, afhankelijk van het aantal generaties per jaar;
- Dieren die slechts een enkele generatie per jaar kennen worden voltien of univoltien genoemd. Een voorbeeld is het zevenstippelig lieveheersbeestje (Coccinella septempunctata).
- Dieren die zich eenmaal in de twee jaar voortplanten worden hemivoltien of (meer gebruikelijk) semivoltien genoemd, een voorbeeld is de junikever (Amphimallon solstitiale).
- Dieren die zich altijd twee keer per jaar voortplanten staan bekend als bivoltien.
- Dieren die zich drie keer per jaar (kunnen) voortplanten staan bekend als trivoltien, een voorbeeld is de kakkerlakkendoder (Ampulex fasciata).
- Dieren zich in staat zijn om meer dan een generatie per jaar te kunnen voortbrengen worden in het algemeen ook wel aangeduid als polyvoltien of (meer gebruikelijk) multivoltien. Een voorbeeld is de kleine vuurvlinder (Lycaena phlaeas), die twee of drie generaties kent.

Voltinisme kan beïnvloed worden door de leefomstandigheden van een insect, zoals het voedselaanbod. Ook als de omgevingstemperatuur te laag is of er langdurige droogte heerst of juist aanhoudende regenval voorkomt kan een dier dat in principe bivoltien is zich toch slechts eenmaal per jaar voortplanten. Een voorbeeld hiervan is de letterzetter (Ips typographus). Deze zeer schadelijke schorskever kan in jaren waar twee generaties voortkomen veel meer schade aanrichten dan wanneer de omstandigheden ongunstig zijn en er slechts een enkele generatie ontstaat. Ook de schadelijke cicade Zyginidia pullula is in principe trivoltien maar kan zich bij ongunstige weersomstandigheden slechts eenmaal per jaar voortplanten. 
Tropische wespen uit de familie kakkerlakkendoders kennen een uitzonderlijk snelle voortplantingscyclus en kunnen tot wel dertien generaties per jaar voortbrengen, waarbij de opvolgende generaties door elkaar voorkomen.